# Bonita (Washington)
Bonita az Amerikai Egyesült Államok északnyugati részén, Washington állam Douglas megyéjében elhelyezkedő kísértetváros.
Bonita postahivatala 1903 és 1927 között működött. A település nevét egy Fülöp-szigeteki helyről kapta.

## Fordítás
Ez a szócikk részben vagy egészben  a   Bonita, Washington című angol Wikipédia-szócikk ezen változatának fordításán alapul.  Az eredeti cikk szerkesztőit annak laptörténete sorolja fel. Ez a jelzés csupán a megfogalmazás eredetét és a szerzői jogokat jelzi, nem szolgál a cikkben szereplő információk forrásmegjelöléseként.